# Spider-Man (série animada de 2017)
Marvel's Spider-Man, ou simplesmente Spider-Man (Homem-Aranha), é uma série de animação estadunidense do personagem Homem-Aranha,  criado por Stan Lee e Steve Ditko publicado pela Marvel Comics. A série substituiu a animação do Ultimate Homem-Aranha, é baseada no filme Homem Aranha: De Volta ao Lar e foi exibida na rede de televisão Disney XD em 19 de agosto de 2017 nos Estados Unidos e no Brasil teve estreia oficial em 19 de setembro de 2017 pelo Disney XD Brasil. Em Portugal, estreou em 10 de setembro de 2018 pela SIC K. A série foi renomeada para Homem-Aranha: Maximum Venom para sua terceira temporada, que teve sua estreia em 19 de Abril de 2020 nos Estados Unidos e 8 de Agosto de 2020 no Brasil.

## Enredo
Um adolescente inteligente chamado Peter Parker é mordido por uma aranha radioativa enquanto fazia uma visita escolar a sede da Oscorp. Agora ele seguirá os 5 (cinco) passos do método científico para descobrir seus poderes e habilidades e se tornar o Espetacular Homem-Aranha.

## Elenco
| Personagem (PT/BR)                                                                          | Voz Original      | Dubladores                                    | Dobradores        |
| ------------------------------------------------------------------------------------------- | ----------------- | --------------------------------------------- | ----------------- |
| Peter Parker / Otto Octavius / Homem-Aranha / Superior Homem Aranha                         | Robbie Daymond    | Wirley Contaifer João Victor Granja (criança) | Tiago Matias      |
| May Parker                                                                                  | Nancy Linari      | Marlene Costa                                 | Carmen Santos     |
| Gwen Stacy / Gwen-Aranha / Aranha-Fantasma                                                  | Laura Bailey      | Érika Menezes                                 | Teresa Macedo     |
| Mary Jane Watson                                                                            | Felicia Day       |                                               |                   |
| Kraven, o Caçador / Sergei Kravinoff                                                        | Troy Baker        | Bruno Rocha                                   | Carlos Macedo     |
| Quebra-Ossos McGee                                                                          | Steven Blum       |                                               | Carlos Macedo     |
| Herman Schultz / Shocker                                                                    | Cameron Boyce     |                                               | Guilherme Macedo  |
| Sandgirl / Keemia Alvarado                                                                  | Sofia Carson      | Luisa Palomanes                               |                   |
| Cabeça de Martelo                                                                           | Jim Cummings      |                                               | José Neves        |
| Manta                                                                                       | Aubrey Joseph     |                                               |                   |
| Garra                                                                                       | Olivia Holt       |                                               |                   |
| Fantasma                                                                                    | Jim Cummings      | Duda Espinoza                                 |                   |
| Jefferson Davis                                                                             | Alex Désert       |                                               |                   |
| Raymond Warren /Chacal                                                                      | John DiMaggio     | Ricardo Schnetzer                             | Ricardo Monteiro  |
| Spencer Smythe                                                                              | Benjamin Diskin   |                                               | Luís Mascarenhas  |
| Flash Thompson / Venom Simbionte                                                            | Benjamin Diskin   | Fabricio Vila Verde                           | Romeu Vala        |
| Adrian Toomes / Abutre / Duende Rei                                                         | Alastair Duncan   | Hélio Ribeiro                                 | Rómulo Fragoso    |
| Felicia Hardy / Gata Negra                                                                  | Grey Griffin      | Carina Eiras                                  | Sandra de Castro  |
| Miles Morales / Spy Aranha                                                                  | Nadji Jeter       | Yan Gesteira                                  | Carlos Malvarez   |
| Norman Osborn / Duende Marcabro / Duende Negro                                              | Josh Keaton       | Sérgio Stern                                  | Carlos Macedo     |
| J. Jonah Jameson                                                                            | Bob Joles         | Luiz Carlos Persy                             | Paulo B.          |
| Liz Allan                                                                                   | Natalie Lander    | Bruna Laynes                                  | Sissi Martins     |
| Clash / Clayton Cole                                                                        | Yuri Lowenthal    |                                               | Luís Lucena       |
| Otto Octavius / Doutor Octopus                                                              | Scott Menville    | Cafi Balloussier                              | Renato Godinho    |
| Aleksei Sytsevich / Rino                                                                    | Matthew Mercer    |                                               | André Raimundo    |
| Anya Corazon / Garota Aranha                                                                | Melanie Minichino | Jéssica Vieira                                | Diana Nicolau     |
| Harry Osborn / Duende Macabro                                                               | Max Mittelman     | João Capelli                                  | Romeu Vala        |
| Ben Parker                                                                                  | Patton Oswalt     | Reinaldo Pimenta                              | Rui Quintas       |
| Joe Quesada                                                                                 | Ele mesmo         |                                               | Gonçalo Carvalho  |
| Randy Robertson                                                                             | Zeno Robinson     |                                               | Luís Nascimento   |
| Bruce Banner                                                                                | Kevin Shinick     | Philippe Maia                                 | Paulo B.          |
| Hulk                                                                                        | Fred Tatasciore   | Mauro Castro                                  |                   |
| Alistair Smythe                                                                             | Jason Spisak      | Yuri Tupper                                   | João Duarte Costa |
| Escorpião                                                                                   | Jason Spisak      | Jorge Vasconcelos                             | Carlos Macedo     |
| Max Modell                                                                                  | Fred Tatasciore   | Jorge Vasconcelos                             | Luís Pacheco      |
| Flint Marko / Homem-Areia                                                                   | Travis Willingham | Hércules Franco                               | André Raimundo    |
| Tony Stark / Homem de Ferro / Não Tony (Inteligência Artificial, armadura Coração de Ferro) | Mick Wingert      | Alexandre Cruz                                | José Neves        |
| Natasha Romanova / Black Widow                                                              | Laura Bailey      | Cássia Bisceglia                              |                   |
| Kamala Khan / Ms. Marvel                                                                    | Kathreen Khavari  | Flora Paulita                                 |                   |
| Carol Danvers / Cap. Marvel                                                                 | Grey Griffin      | Carla Martelli                                |                   |
| Steve Rogers / Cap. América                                                                 | Roger Craig Smith | Luiz Antônio Lobue                            |                   |
| Eddie Brock / Venom                                                                         | Ben Pronsky       | Philippe Maia                                 |                   |
| Brock Rumlow / Ossos Cruzados                                                               | Fred Tatasciore   |                                               |                   |
| Silver Sable                                                                                | April Stewart     | Luisa Viotti                                  |                   |
| Grady Scraps                                                                                | Scott Menville    | Charles Emmanuel                              |                   |
| Monica Rappaccini                                                                           | Grey DeLisle      |                                               |                   |
| Yuri Watanabe                                                                               | Sumalee Montano   | Élida L'Astorina                              |                   |
| Camaleão                                                                                    | Patton Oswalt     |                                               |                   |
| Dr. Curt Connors / Lagarto                                                                  | Yuri Lowenthal    |                                               |                   |
| Augustus Roman / Regente                                                                    | Imari Williams    |                                               |                   |
| Riri Williams / Coração de Ferro                                                            | Sofia Wylie       |                                               |                   |
| Amadeus Cho / Hulk                                                                          | Ki Hong Lee       | Diego Lima                                    |                   |
| Dr. Stephen Strange / Dr. Estranho                                                          | Liam O'Brien      | Fábio Azevedo                                 |                   |
| Barão Mordo                                                                                 | Leonard Roberts   |                                               |                   |
| Peter Quill / Star Lord                                                                     | Will Friedle      | Rodrigo Araújo                                |                   |
| Groot                                                                                       | Conner Andrade    |                                               |                   |
| Grito                                                                                       | Meg Donnelly      |                                               |                   |
| Escórnia                                                                                    | Kylee Russell     |                                               |                   |
| Mania                                                                                       | Carla Jeffery     |                                               |                   |

| Créditos da dublagem | Brasil                                     |
| -------------------- | ------------------------------------------ |
| Vozes adicionais     |                                            |
| Tradução             | Kiko Bertholini                            |
| Direção de Dublagem  | Tatiane Keplmair (SP) / Sérgio Cantú (RJ)  |
| Diretor Criativo     | Raúl Aldana                                |
| Dublado nos Estúdios | TV Group Digital (SP) / Visom Digital (RJ) |

## Resumo
| Temporadas | Temporadas | Episódios | Exibição original    | Exibição original       | Exibição no Brasil     | Exibição no Brasil    |
| Temporadas | Temporadas | Episódios | Início de exibição   | Final de exibição       | Início de exibição     | Final de exibição     |
| ---------- | ---------- | --------- | -------------------- | ----------------------- | ---------------------- | --------------------- |
|            | Curtas     | 6         | 28 de junho de 2017  | 29 de julho de 2017     | 4 de agosto de 2017    | 7 de setembro de 2017 |
|            | 1          | 25        | 19 de agosto de 2017 | 18 de fevereiro de 2018 | 19 de setembro de 2017 | Setembro de 2018      |
|            | 2          | 26        | 18 de junho de 2018  | 1 de dezembro de 2019   | 5 de janeiro de 2019   | TDA                   |
|            | 3          | 6         | 19 de abril de 2020  | 25 de outubro de 2020   | 22 de agosto de 2020   | TDA                   |

## Episódios

### Curtas (Origens; 2017)
| # | # | Título                            | Dirigido por | Escrito por   | Exibição original   | Exibição no Brasil    | Código de produção | Audiência |
| --- | - | --------------------------------- | ------------ | ------------- | ------------------- | --------------------- | ------------------ | --------- |
| 1 | 1 | "Introdução!" "Introduction!"     | Dan Duncan   | Kevin Shinick | 24 de julho de 2017 | 4 de agosto de 2017   | 103a               | TBA       |
| Peter Parker e Harry Osborn participam de uma excursão à Oscorp supervisionada por seu professor Spencer Smythe. No final do curta, Peter é mordido por uma aranha geneticamente modificada.            |   |                                   |              |               |                     |                       |                    |           |
| 2 | 2 | "Observação!" "Observation!"      | Dan Duncan   | Kevin Shinick | 25 de julho de 2017 | 11 de agosto de 2017  | 103b               | TBA       |
| Depois de sofrer alguns efeitos colaterais da picada de aranha, Peter Parker decide usar o método científico para descobrir o que está acontecendo com ele.                                             |   |                                   |              |               |                     |                       |                    |           |
| 3 | 3 | "Hipótese!" "Hypothesis!"         | Dan Duncan   | Kevin Shinick | 26 de julho de 2017 | 18 de agosto de 2017  | 103c               | TBA       |
| Peter Parker formula a hipótese de que seu corpo está desenvolvendo super poderes e começa a testá-los.                                                                                                 |   |                                   |              |               |                     |                       |                    |           |
| 4 | 4 | "Profecia!" "Prediction!"         | Dan Duncan   | Kevin Shinick | 27 de julho de 2017 | 25 de agosto de 2017  | 103d               | TBA       |
| Peter Parker prevê que suas novas habilidades podem lhe dar fama e fortuna e ele começa a procurar maneiras de fazer um nome para si mesmo.                                                             |   |                                   |              |               |                     |                       |                    |           |
| 5 | 5 | "Experimento!" "Experimentation!" | Dan Duncan   | Kevin Shinick | 28 de julho de 2017 | 1 de setembro de 2017 | 103e               | TBA       |
| O novo e melhorado Peter Parker faz sua estreia oficial ao se juntar a um programa de televisão chamado "Want to be a Fighter", onde ele enfrenta um lutador chamado Quebra-Ossos McGee.                |   |                                   |              |               |                     |                       |                    |           |
| 6 | 6 | "Conclusão!" "Conclusion!"        | Dan Duncan   | Kevin Shinick | 29 de julho de 2017 | 7 de setembro de 2017 | 103f               | TBA       |
| Quando sua busca pela fama resulta em uma tragédia pessoal em que seu tio Ben é morto por um ladrão que hesitou em parar, Peter Parker descobre que, com grande poderes vêm grandes responsabilidades!. |   |                                   |              |               |                     |                       |                    |           |

### 1ª Temporada (2017-2018)
1. Colégio Horizonte (Parte 1)
2. Colégio Horizonte (Parte 2)
3. Academia Osborn
4. Um Dia na Minha Vida
5. Animais Forasteiros
6. Homem Areia
7. Relação Simbiótica
8. Expo Stak
9. Ultimate Homem Aranha
10. A Incrível Caçada de Kraven
11. Lua de Halloween
12. Homem Aranha no Gelo
13. Venom
14. Screwball ao Vivo
15. O Surgimento do Dr. Octupus (Parte 1)
16. O Surgimento do Dr. Octupus (Parte 2)
17. O Surgimento do Dr. Octupus (Parte 3)
18. O Surgimento do Dr. Octupus (Parte 4)
19. Ilha Aranha (Parte 1)
20. Ilha Aranha (Parte 2)
21. Ilha Aranha (Parte 3)
22. Ilha Aranha (Parte 4)
23. Ilha Aranha (Parte 5)
24. Duende Macabro (Parte 1)
25. Duende Macabro (Parte 2)

### 2ª Temporada (2018-2019)
1. Como Aproveitei as Minhas Férias
2. Segundo Take
3. Entre o Ock um Lugar Difícil
4. Maiores do Que Tudo
5. Colégio dos Superpoderes
6. A Festa Acabou
7. A Volta de Venom
8. Que Venham os Bandidos (Parte 1)
9. Que Venham os Bandidos (Parte 2)
10. Que Venham os Bandidos (Parte 3)
11. Que Venham os Bandidos (Parte 4)
12. Cérebro Drenado
13. O Cérebro Vivo
14. O Dia Sem o Homem Aranha
15. Meu Pior Inimigo Sou Eu
16. Atualização Crítica
17. Uma Mente Perturbada
18. Manto e Adaga
19. Superior
20. Um Novo Dia
21. O Porão
22. O Caminho Para a Guerra dos Duendes
23. A Guerra dos Duendes (Parte 1)
24. A Guerra dos Duendes (Parte 2)
25. A Guerra dos Duendes (Parte 3)
26. A Guerra dos Duendes (Parte 4)

### 3ª Temporada (2020)
1. A Teia do Venom
2. Amigos Incríveis
3. A Vingança de Venom
4. Homem-Aranha Desmascarado
5. Gerações
6. Maximum Venom